# Sai (Aomori)
Sai (佐井村, Sai-mura) est un village situé dans le district de Shimokita (préfecture d'Aomori), au Japon.

## Géographie

### Démographie
Sai comptait 2 317 habitants lors du recensement du 30 avril 2014.

## Personnalités liées à la municipalité
Le médecin Gōtarō Mikami est originaire du village de Sai.